# Conchel
Conchel es una localidad española perteneciente al municipio de Monzón, en la provincia de Huesca. En 2023 contaba con 136 habitantes.

## Historia
La localidad pertenece al término municipal oscense de Monzón, en la comunidad autónoma de Aragón. 
La población de la localidad, antiguo municipio, ascendía a mediados del siglo XIX a 101 habitantes. 
En 2023 contaba con 136 habitantes. Aparece descrita en el sexto volumen del Diccionario geográfico-estadístico-histórico de España y sus posesiones de Ultramar de Pascual Madoz de la siguiente manera:

CONCHEL: l. con ayunt. en la prov. de Huesca (8 leg.), part. jud. y adm. de rent. de Barbastro (3), aud. terr. y c. g. de Zaragoza (16) : sit. en un llano á la der. del r. Cinca: es combatido en especial por el viento N.; su clima es templado, y aunque sano, propenso á tercianas. Tiene 20 casas, un cast. llamado de los Moros; igl. parr. (Sta. Maria Magdalena) y cementerio contiguo á la misma. Confina el térm. N. con Selgua (1/2 leg.); E. con el r. Cinca y térm. de Monzon; S. con Pomar (1/2), y O. con Moneima (1). El terreno es muy fértil; 140 fan. fertilizadas por las aguas del Cinca, y el restante secano, plantado de olivos. caminos: son locales; el correo se recibe de Monzon por balijero. prod.: granos, legumbres y aceite, pesca de varias clases. ind.: un molino harinero y otro aceitero. comercio: esportacion de aceite é importacion de otros art. Tiene 15 vec., 101 alm. que se ocupan en la agricultura. contr.: 4,145 rs. 3 mrs.
(Madoz, 1847, p. 558)